# After the Flood: Live from the Grand Forks Prom, June 28, 1997
After the Flood: Live from the Grand Forks Prom, June 28, 1997 es el primer álbum en directo lanzado por la banda Soul Asylum. Fue grabado el 28 de junio de 1997, dos meses después de la terrible inundación que azotó a la ciudad de Grand Forks, en Dakota del Norte. Soul Asylum realizó el concierto en ayuda de las high schools locales. El evento fue en uno de los hangares en la cercana Grand Forks Air Force Base. Para la imagen de la cubierta del álbum, se utilizó la imagen invertida del Centro de Salud en el centro de la ciudad, quemado por la inundación, la cual fue tomada por Eric Hylden para el periódico local Grand Forks Herald.

## Lista de canciones
1. "School's Out" (Bruce, Buxton, Cooper, Dunaway, Smith) – 3:54
2. "Misery" (Pirner) – 3:45
3. "Black Gold" (Murphy) – 3:36
4. "See You Later" (Pirner) – 4:38
5. "Without a Trace" (Pirner) – 3:19
6. "Losin' it" (Pirner) – 3:02
7. "Somebody to Shove" (Pirner) – 3:25
8. "Just Like Anyone" (Pirner) – 2:47
9. "The Tracks of My Tears" (Moore, Robinson, Tarplin) – 3:02
10. "Runaway Train" (Pirner) – 4:34
11. "We 3" (Pirner) – 4:03
12. "I Know" (Farris) – 3:22
13. "Sexual Healing" (Brown, Gaye, Ritz) – 4:43
14. "The Game" (Pirner) – 4:35
15. "I Can See Clearly Now" (Nash) – 2:53
16. "Black Star" (Pirner) – 3:20
17. "To Sir, with Love" (Black, London) – 2:48
18. "Rhinestone Cowboy" (Weiss) – 4:53

- Datos: Q602151